# David Wilkinson
David Wilkinson (Smithfield, Rhode Island, 5 de janeiro de 1771 – 3 de fevereiro de 1852) foi um engenheiro mecânico estadunidense, que inventou um torno mecânico para usinagem de roscas de parafusos, extremamente importante no desenvolvimento da indústria de máquinas ferramentas no início do século XIX.

## Carreira industrial
In 1790 Samuel Slater e seus parceiros estavam interessados em construir uma fábrica de fiação têxtil em Pawtucket, procurando a assistência de David Wilkinson e seu pai Oziel, a fim de produzir a maquinaria necessária. Eles produziram peças forjadas e fundidas de ferro para as máquinas de cardar e fiar de Slater.
O torno de David Wilkinson é frequentemente comparado com o de Henry Maudslay, que acredita-se ter sido inventado poucos anos antes do de Wilkinson. O torno de Maudslay possibilitava a troca de engrenagens, que permitiu usinar roscas de diferentes passos, sendo o de Wilkinson com engrenagens fixas, permitindo a usinagem de roscas de passo fixo. Mas o torno de Wilkinson possibilitava maior força de usinagem.